# آکوتو
آکوتو (به ژاپنی: 悪党 あくとう)،
- کلمه ای که عموماً به معنای آدم بد است. شر در این مورد، مفهومی است که عموماً به اعمالی اطلاق می‌شود که با انسانیت و امور زیانبار مربوط به آن‌ها منافات دارد. یک شرور، یک اراذل، یک شرور، یک اراذل و اوباش.
- در ژاپن قرون وسطی، اصطلاحی برای اشاره به افراد یا گروه‌هایی بود که علیه طبقه یا سیستم حاکم شورش می‌کردند و آشوب ایجاد می‌کردند.